# اتفاقية ساعات العمل وإعداد العاملين على متن السفن، 1936
الاتفاقية المتعلقة بساعات العمل على متن السفن وإعداد العاملين أو اتفاقية ساعات العمل وإعداد العاملين عام 1936، هي اتفاقية منظمة العمل الدولية التي لم تدخل حيز التنفيذ. لقدأنشأت الاتفاقية في عام 1936، وأغلق التصديق عليها في 24 فبراير 2002 عندما دخلت الاتفاقية المتعلقة بساعات العمل البحارة وإعداد العاملين على متن السفن حيز التنفيذ عام 1996.
C57 : اتفاقية ساعات العمل وإعداد العاملين على متن السفن
الاتفاقية المتعلقة بساعات العمل وإعداد العاملين على متن السفن
أعدت | 24 أكتوبر 1936
ساري المفعول | لم تدخل حيز التنفيذ
الحالة | 5 تصديفات
نفاذ المدة | 8 آب 2002
المصادقين عليها | 3 ( رفضوا 2 من بينهم )
الإيداع | المدير العام مكتب العمل الدولي
اللغات | الفرنسية والإنجليزية

## التنقيحات
نُقحت هذه الاتفاقية من قبل الاتفاقية المتعلقة بالأجور وساعات العمل على متن السفن وطواقمها
عام 1946، وكذلك تنقيح عامي 1949 و 1958، ولم يدخل أي منها حيز التنفيذ. دخول اتفاقية ساعات العمل وإعداد العاملين على متن السفن 1996 ( الاتفاقية التي نُقخت أيضاً ) في 2002 إيذاناً بإنهاء باب التوقيع على الاتفاقية.

## التصديقات
تم التصديق على الاتفاقية من قبل ثلاث دول، لكن تم رفضها بصورة تلقائية من قبل دولتين عند دخولهما حيز التنفيذ اتفاقية 1996 بالنسبة لهذه البلدان. الاتفاقية ليست ملزمة قانونياً لأي دولة.
```
البلد | التاريخ | الانسحاب
```

```
بلجيكا
  | 11 أبريل 1938 | 10 حزيران 2003
```

```
بلغاريا
 | 29 ديسمبر 1949 | 24 فبراير 2003
```

```
الولايات المتحدة
 | 29 أكتوبر 1938
```

## روابط خارجية
```
المقالة مرتبطة ب 
قانون الدولي
. يمكنك مساعدة ويكيبيديا من خلال تطويرها.
```